# John Kundla
John Albert Kundla, né le 3 juillet 1916 à Star Junction en Pennsylvanie et mort le 23 juillet 2017 à Minneapolis (Minnesota), est un entraineur américain d'université et d'équipe professionnelle de basket-ball.

## Biographie
Entraîneur victorieux des Lakers de Minneapolis, la première dynastie de National Basketball Association (NBA) de l'histoire, Kundla mène les Lakers à cinq titres NBA en six ans. Au total, il entraîne durant onze années les Lakers de Minneapolis, avec un bilan NBA de 423 victoires pour 302 défaites. En 1959, il quitte la franchise pour entraîner par la suite durant neuf années les Golden Gophers de l'université du Minnesota, son équipe de jeunesse.
Introduit au Basketball Hall of Fame en 1995, il figure parmi la liste de la 50th Anniversary All-Time team, dont les dix meilleurs entraîneurs, publiée le 29 octobre 1996.
John Kundla meurt à l'âge de 101 ans,,.